# ひめじきば海の駅
ひめじきば海の駅（ひめじきばうみのえき）は、兵庫県姫路市にある海の駅。2004年（平成16年）9月5日に海の駅に登録された。

## 所在地
- 兵庫県姫路市木場1390番地の3

## 施設
- ビジターバース
- 応急修理施設（クレーン、船台）
- 給油設備（少量可）
- 給水設備
- インフォメーション
- 休憩所
- 売店（船具、海図等）
- トイレ
- シャワー

## ひめじきば海の駅からの距離
- 家島諸島 21km
- 明石 30km
- 室津、相生 30km
- 小豆島（福田） 43km
- 淡路島（洲本） 70km
- 瀬戸大橋 86km

## 近隣名所
- 姫路城
- 小赤壁
- 灘のけんか祭り 10月14 - 15日